# Parakou I
Parakou I è un arrondissement del Benin situato nella città di Parakou (dipartimento di Borgou) con 79.732 abitanti (dato 2006).